# Charles Dundas (baron)
Pour les articles homonymes, voir Charles Dundas.
Charles Dundas, premier baron d’Amesbury (5 août 1751 - 7 juillet 1832) est un homme politique britannique.

## Origine et éducation
Charles est un fils cadet de Thomas Dundas de Fingask, membre du parlement représentant les Orcades et le Shetland (de 1768 à 1771) et commissaire de police en Écosse (31 janvier 1771), décédé le 10 avril 1786. Sa mère, Janet, est la seconde épouse de son père. Elle est la fille de Charles Maitland, 6e comte de Lauderdale. Il étudie à l'Académie d'Edimbourg et au Trinity College, à Cambridge. Il est appelé à la direction du Middle Temple, mais se consacre à la vie politique.
Le frère cadet de son père Lawrence devient un banquier reconnu et un député durant plus de 30 ans. Le frère aîné de Charles, Thomas est un officier de l'armée britannique qui devient gouverneur de la Guadeloupe.

## Carrière politique
Dundas siège pour la première fois pour l'arrondissement de Richmond en 1774, pour les Orcades et le Shetland de 1781 à 1784, pour Richmond à nouveau de 1784 à 1786, et enfin pour le Berkshire, qu’il représente durant dix sessions successives (de 1794 à 1832). Il est alors le deuxième membre le plus âgé du parlement. Il est un politicien libéral. En 1802, après la démission de Mitford (qui devient plus tard Lord Redesdale), alors président de l’assemblée (speaker), il est nommé, par Sheridan, comme son successeur au détriment d’Abbot. Cependant, il se retire de la course à la présidence. Dundas est conseiller d'Etat pour l'Écosse auprès du prince de Galles, et colonel de la cavalerie de volontaires White Horse. Il est élevé à la pairie comme baron d’Amesbury, de Kintbury, et de Barton Court dans le comté du Berkshire, et d’Aston Hall dans le comté de Flint, le 11 mai 1832. En dehors de sa carrière politique, Charles Dundas est également le premier président de la compagnie du canal Kennet et Avon et il donne son nom au pont-canal de Dundas.

## Vie personnelle
Lord Amesbury se marie deux fois. Sa première femme, Anne, fille de Ralph Whitley d'Aston Hall, dans le Flintshire, avec qui il a une fille, Janet, épouse de Sir James Whitley Deans Dundas, lui apporte l’importante succession de Kintbury-Amesbury dans le Berkshire ainsi que d'autres biens. Sa deuxième femme, Margaret, épousée le 25 janvier 1822, était sa cousine. Elle est la fille de Charles Barclay et veuve de Charles Ogilvy et du major Archibald Erskine. Il meurt le 7 juillet 1832 à sa résidence à Pimlico, après quoi son titre disparu. Lady Amesbury est décédée le 14 avril 1841.